# Semiothisa verecundaria
Semiothisa verecundaria là một loài bướm đêm trong họ Geometridae.